# Ланжерон (Одесса)

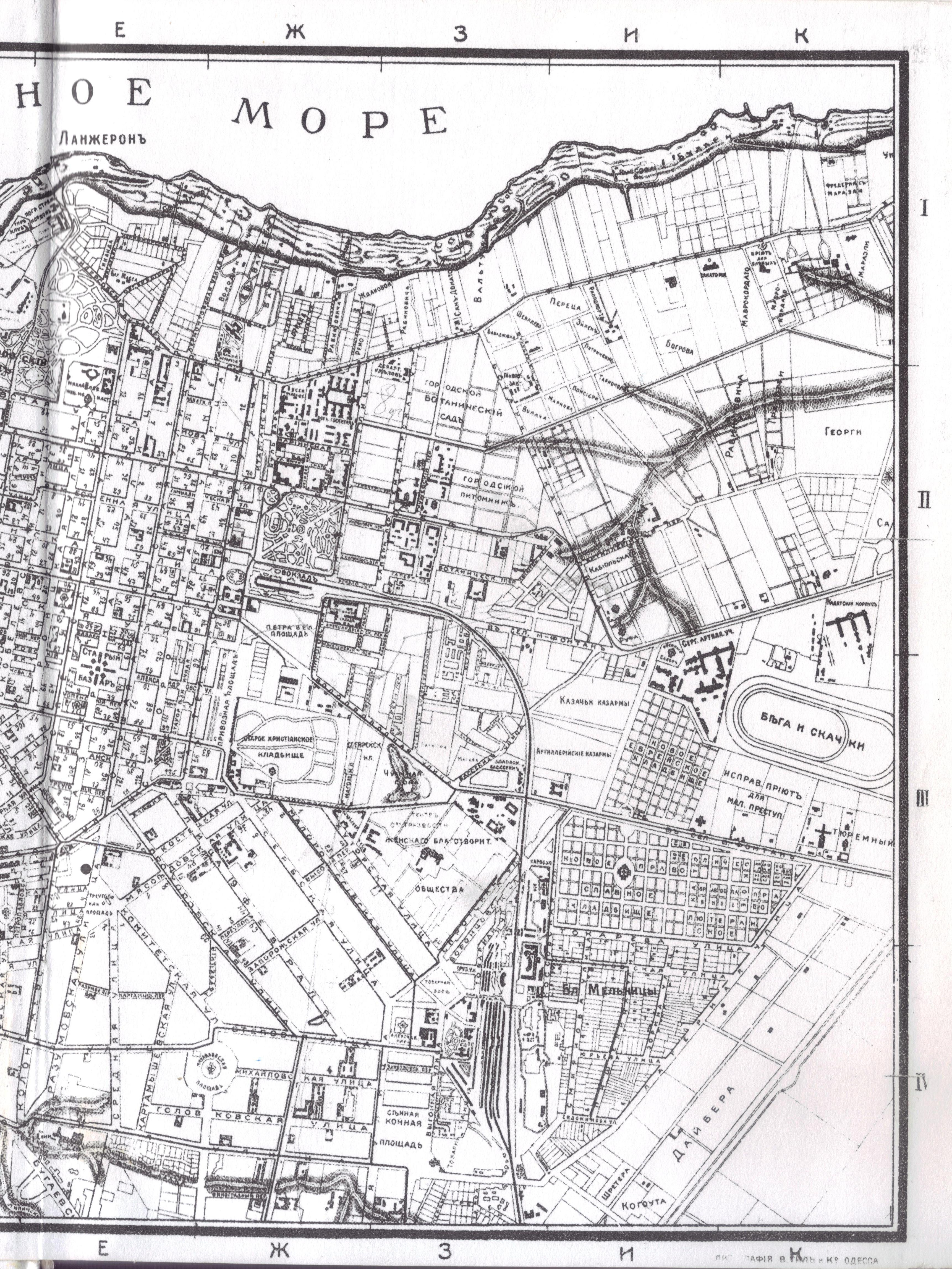
Ланжерон на плане Одессы 1919 года

Ланжерон — приморская часть города Одессы. Названа по расположенной здесь бывшей даче новороссийского губернатора Александра Ланжерона, от которой до настоящего времени сохранилась арка на въезде. С XIX века — популярный пляж.

## Ланжероновская арка
Арка построена в 1830 году архитектором Францем Боффо как парадные ворота дачи генерал-губернатора Новороссии графа Александра Ланжерона. В 1991 году арка объявлена памятником архитектуры местного значения. Остальные постройки дачи утрачены. В 2013 году проведена реконструкция арки по гравюрам 1903 года. 

## Галерея

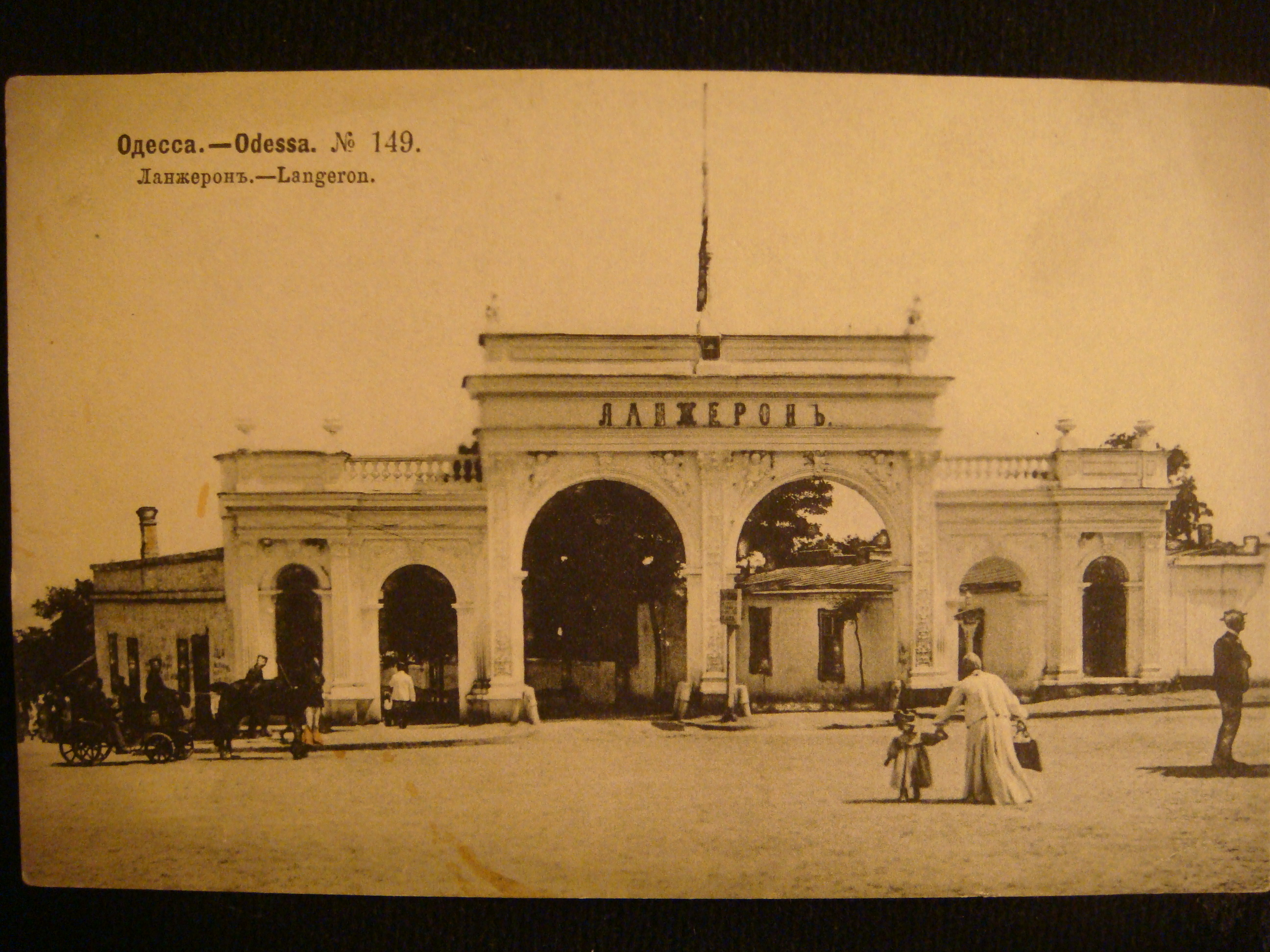
Арка Ланжерона в начале XX века
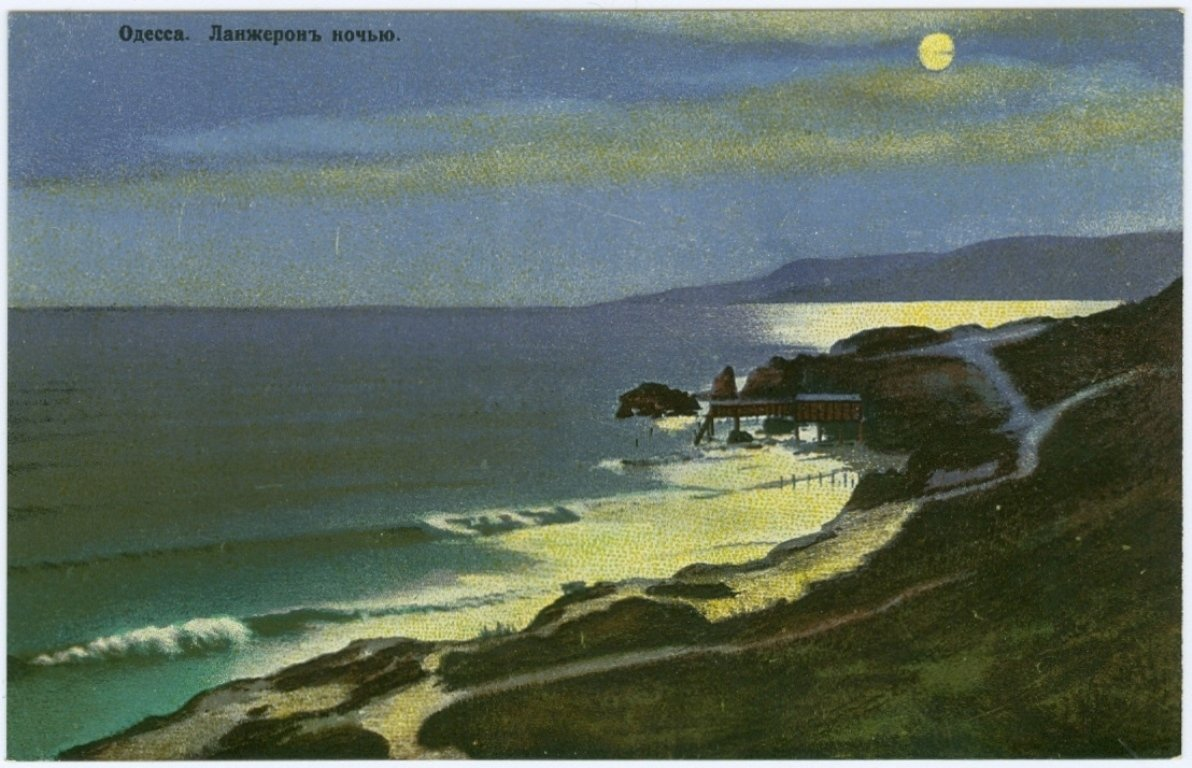
Открытка с видом Ланжерона (начало XX века)
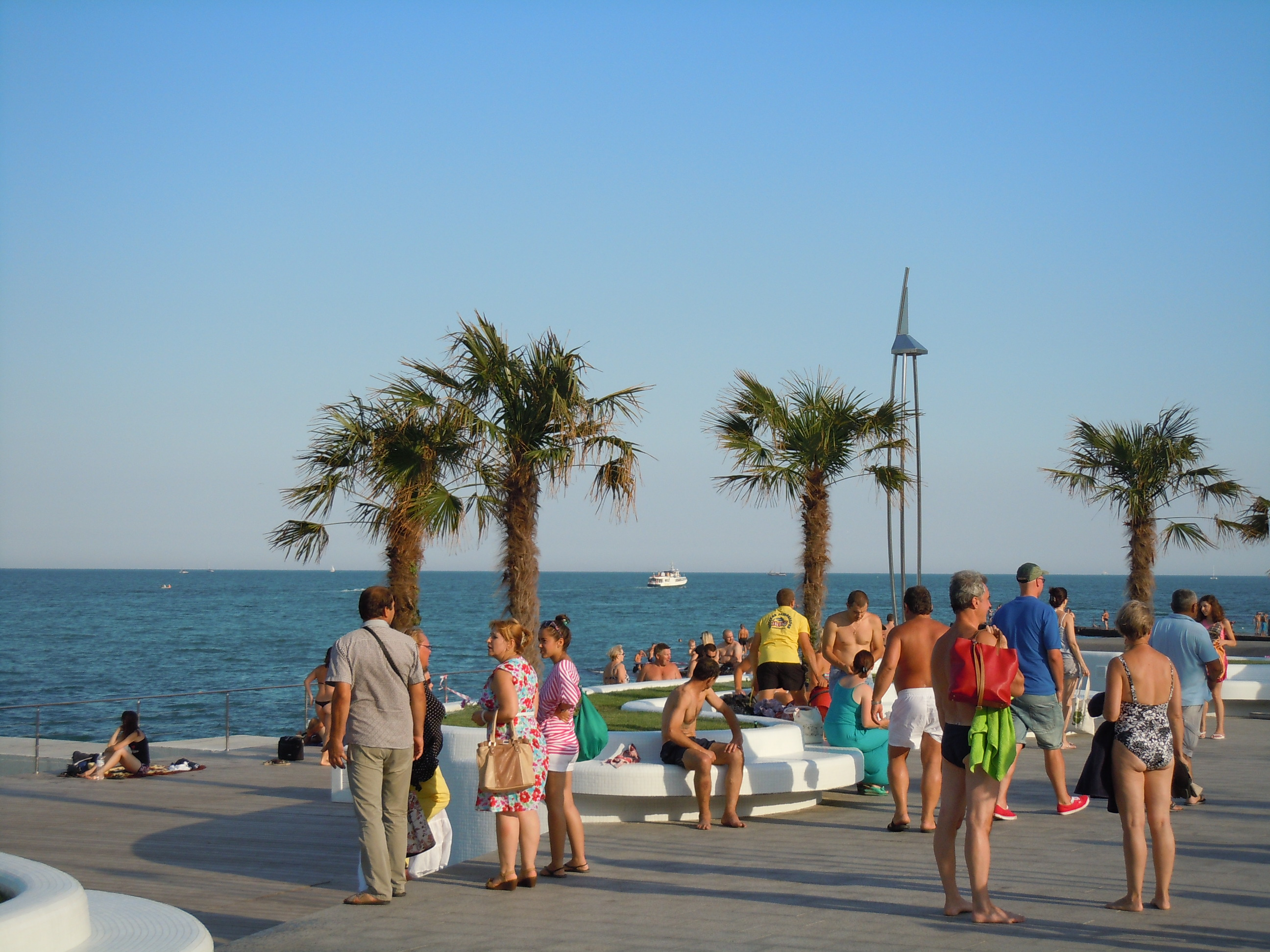
Набережная пляжа
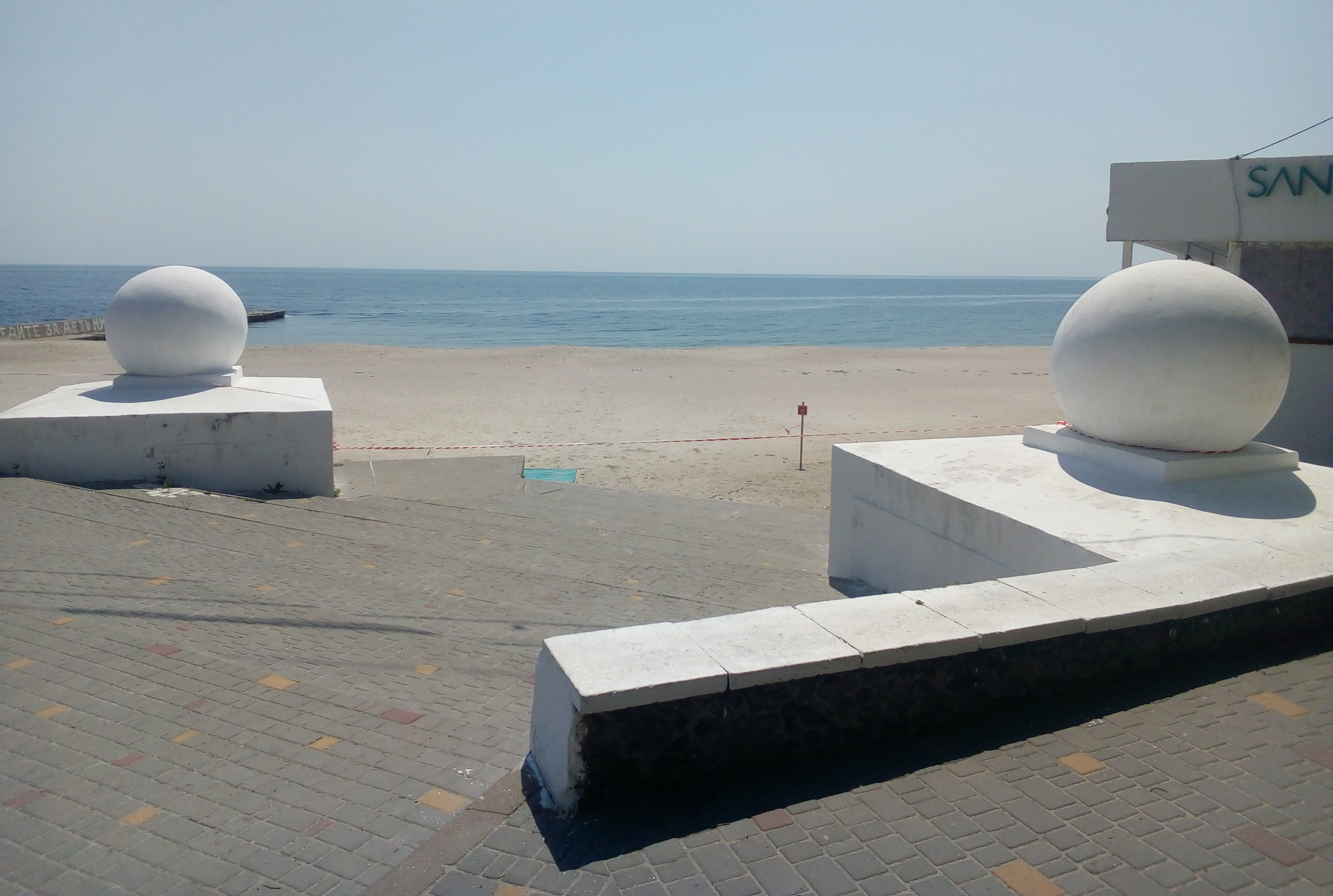
Ланжерон, июнь 2022